# マルグリット・ド・フランス (1523-1574)
マルグリット・ド・フランス（Marguerite de France, 1523年6月5日 - 1574年9月15日）は、フランス王フランソワ1世と最初の王妃クロード・ド・フランスの末娘。サン＝ジェルマン＝アン＝レーで生まれ、1550年にベリー女公となった後、サヴォイア公エマヌエーレ・フィリベルトの妃としてトリノで歿した。イタリア名はマルゲリータ・ディ・フランチア（Margherita di Francia）。

## 生涯
マルグリットは父フランソワ1世の宮廷で、伯母マルグリット・ダングレームや義姉カトリーヌ・ド・メディシスと親交を深め、彼女らとともに知識人のサークルを主宰していた。その環境の影響で改革派に少々かぶれたが、深く傾倒することはなかった。 
幼いマルグリットは、カンブレーの和約（1529年）の後に、ハプスブルク家のマクシミリアン大公（のちの神聖ローマ皇帝マクシミリアン2世）と婚約させられたが、実際に結婚することはなかった。
1538年末には、父フランソワ1世と皇帝カール5世との間で縁談がまとめられ、当時カールの唯一の息子だったフィリップ（のちのフェリペ2世）と婚約した（フランソワ1世は1530年にカール5世の姉エレオノールと結婚している）。しかし、父王とカール5世の協調は長続きせず、この話は流れた。
父王も、後を継いだ兄王アンリ2世も、マルグリットの身分に見合う相手を探すことに苦心した。マルグリットがようやく結婚することになったのは、1559年のことだった。カトー・カンブレジ条約に関連し、政略結婚の意味合いを含む形で、サヴォイア公国のエマヌエーレ・フィリベルトとの婚約が決まったのである（あわせてフェリペ2世と姪エリザベート王女の結婚も決まった）。
1559年6月末から7月初旬に、エリザベートの結婚とマルグリットの婚約を祝う宴が開かれることになった。この祝宴では様々な催事が行われたが、6月30日に開催された馬上槍試合の事故で、アンリ2世は右目を負傷した。この傷は致命的なものであったが、病床のアンリ2世には意識があり、マルグリットに対しすぐにでも挙式をするよう命じた。自らの死が口実となって、サヴォイア公国との同盟関係が白紙に戻されることを恐れたためである。式は7月9日から10日にかけての真夜中の教会で行われ、アンリ2世はその日に世を去った。
マルグリットは1562年に世継ぎとなる息子カルロ・エマヌエーレ1世を生んだ。また1574年、甥のアンリ3世と交渉してサヴィリアーノおよびピネローロをサヴォイア公国に割譲させた。マルグリットはフランソワ1世の子供のうちで最も長く生き、同年に51歳で没した。